# Norman Park
Norman Park es una ciudad ubicada en el condado de Colquitt en el estado estadounidense de Georgia. En el año 2000 tenía una población de 849 habitantes.

## Geografía
Norman Park se encuentra ubicada en las coordenadas 31°16′16″N 83°41′3″O / 31.27111, -83.68417 (31.271075, -83.684196).
Según la Oficina del Censo, la localidad tiene un área total de 8,2 km² (3,2 mi²), de la cual 8,1 km² (3,1 mi²) es tierra y 0,1 km² (0 mi²) (1.80%) es agua.

## Demografía
Según la Oficina del Censo en 2000 los ingresos medios por hogar en la localidad eran de $27,063, y los ingresos medios por familia eran $31,875. Los hombres tenían unos ingresos medios de $27,019 frente a los $25,982 para las mujeres. La renta per cápita para la localidad era de $13,421. 